# 华金·桑斯·加德亚
华金·桑斯·加德亚（西班牙語：Joaquín Sanz Gadea，1930年6月30日—2019年5月25日）是西班牙籍国际医生。

## 生平
1930年生于阿拉贡地区的特鲁埃尔。毕业于萨拉曼卡大学医学与外科专业。他还获得了巴黎索邦神学院的热带医学学位，和马德里康普顿斯大学妇产科和普通外科专业学位。
1961年被世界卫生组织选中参与支援刚果行动，在刚从比利时独立出来的刚果民主共和国布塔镇医院担任医疗主任。在接下来的38年里，他一直在非洲不同城市担任外科医生。1964年在刚果成立了基桑加尼孤儿院。1999年退休。
1998年获阿斯图里亚斯亲王奖和平奖。
2019年5月25日在马德里逝世，享年88岁。